# Uhrenmuseum Kurt Beck

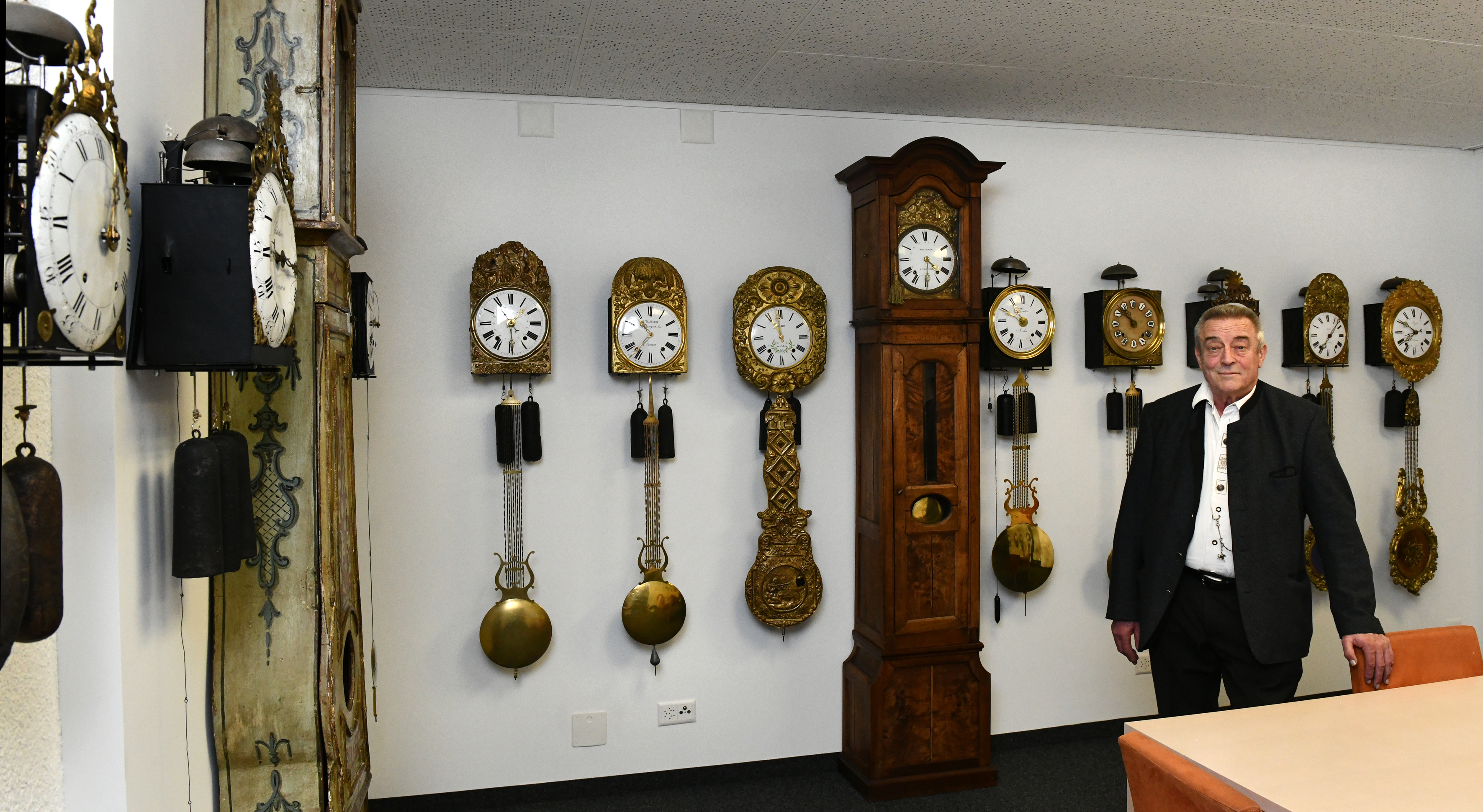
Kurt Beck in seinem Museum (2018)

Das Uhrenmuseum Kurt Beck ist ein privat geführtes Uhrenmuseum in Vaduz.

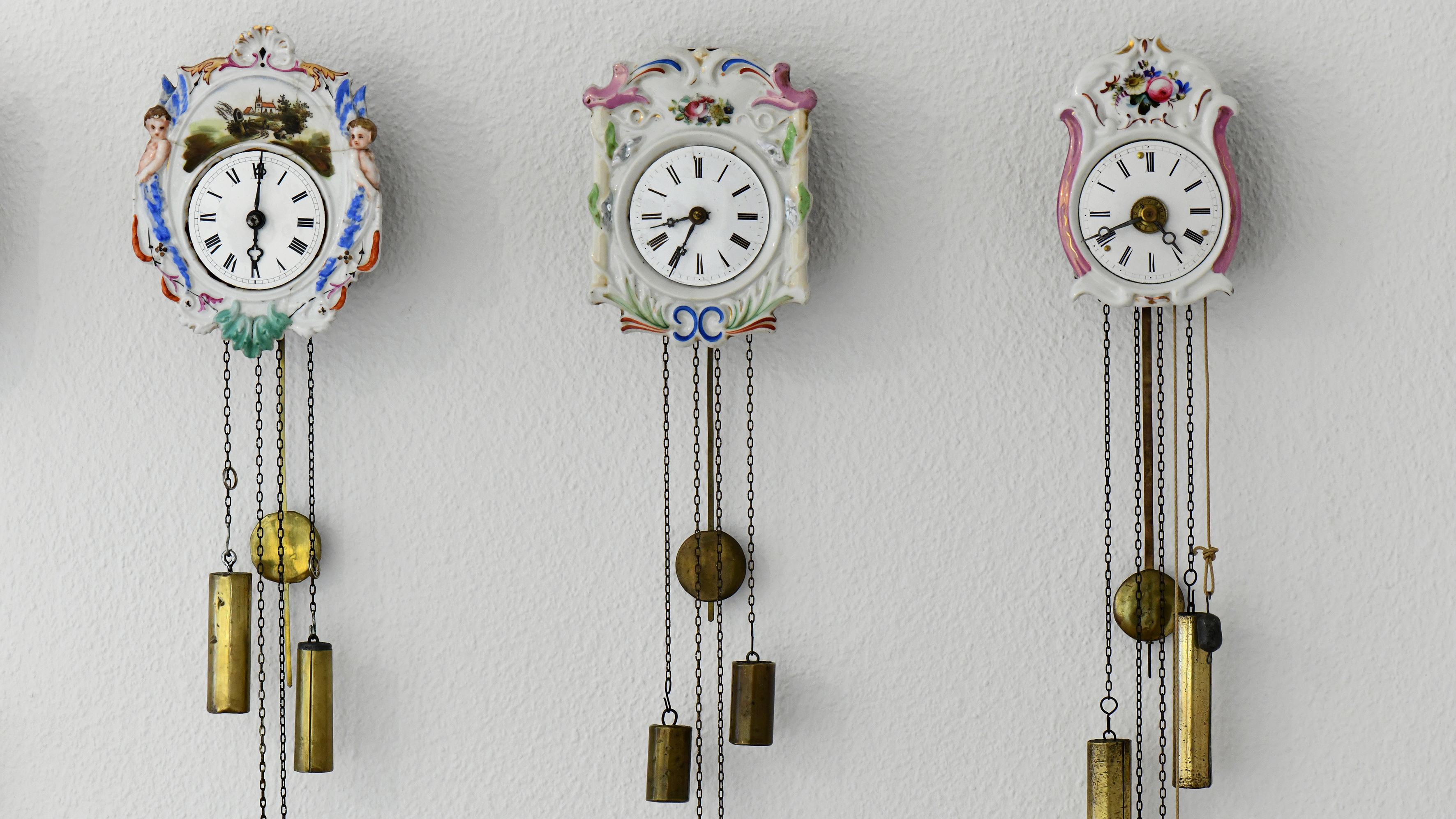
Porzellan-Wanduhren, Schwarzwälder-Uhrwerk, Halbstundenschlag, Ankerhemmung und Schlossscheiben-Schlagwerk, ca. 1860.

## Sammlung
Die private Uhrensammlung des Treuhänders Kurt Beck umfasst über 500 Uhren aus der Zeit des 17. bis zum 20. Jahrhundert. Zur Sammlung gehören Wand- und Standuhren, Comtoise-Uhren, Eisenuhren, Wiener Regulatoren und auch eine grosse Kirchturmuhr. Kurt Beck hat seine Sammlertätigkeit 1995 mit dem Kauf und der Reparatur einer Biedermeier-Rahmenuhr (ca. 1850) begonnen und hat sich seither autodidaktisch ein grosses praktisches und theoretisches Wissen zum Uhrenbau angeeignet. Seit 2010 übernimmt er auch Fremdaufträge zur Reparatur und Restaurierung alter Uhren.

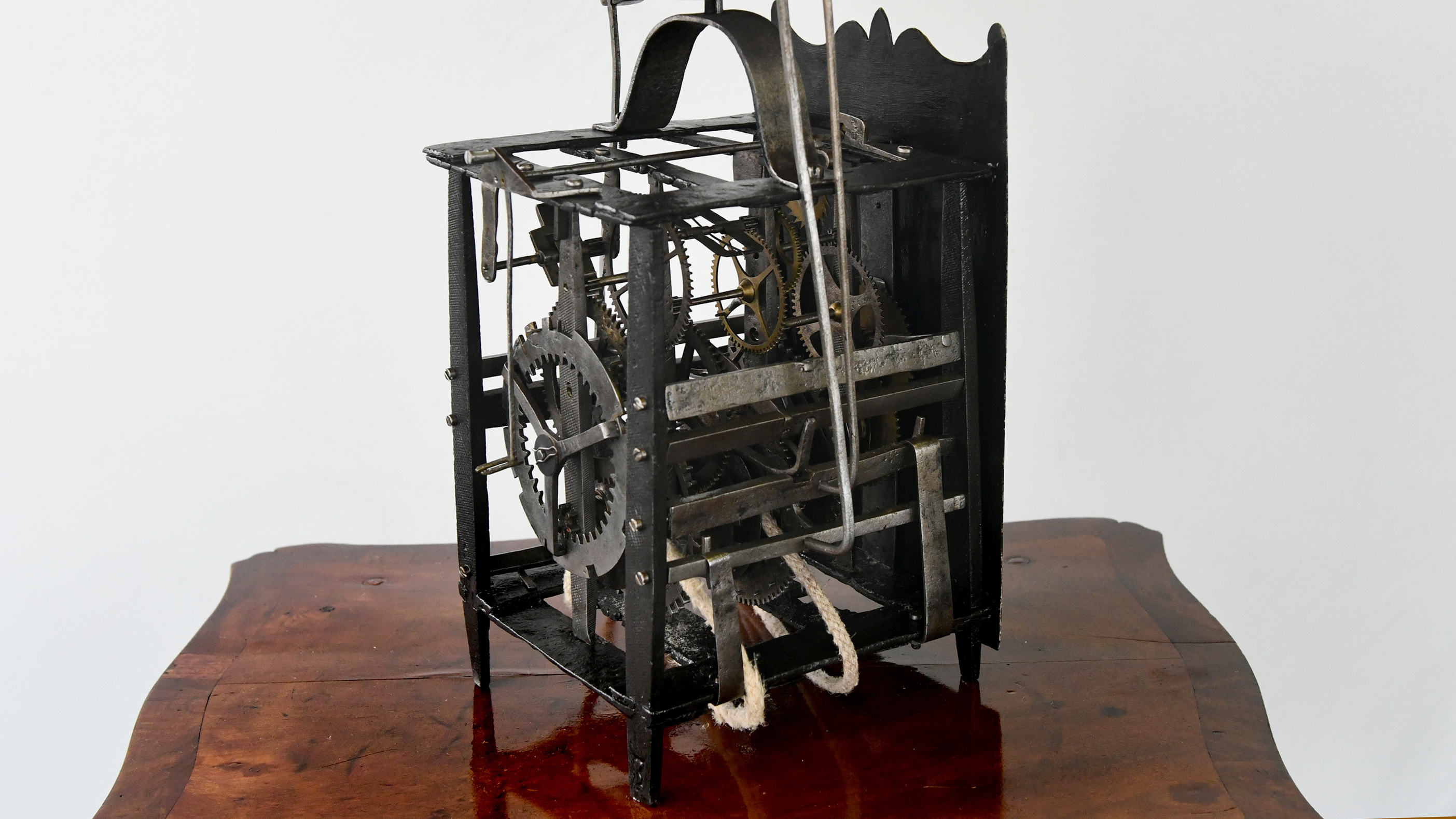
Eisenuhr, vermutlich aus Süddeutschland, alle Teile inkl. Räder und Zeiger aus Schmiedeeisen, 4/4-Schlag auf 3 Glocken, Ankerhemmung, Pendel hinter Platine, um 1780–1800.

## Museum
Kurt Beck gründete Anfang 2018 die Stiftung „Uhrenmuseum Kurt Beck“ um seine Sammlung der Öffentlichkeit zugänglich zu machen. Am 28. März 2018 öffnete das Museum schliesslich seine Tore und bietet seither der breiten Öffentlichkeit eine Zeitreise durch die neuzeitliche Geschichte der Uhren. Die Ausstellungsräume befinden sich auf zwei Etagen eines ehemaligen Radio- und TV-Fachhändlers in der Lettstrasse 39, ganz in der Nähe des Städtle, des historischen Zentrums von Vaduz. Im Museum werden 200–300 Uhren der Sammlung gezeigt. Dem Museum angeschlossen sind auch eine Werkstatt (Uhrenklinik) für Revisionen und Reparaturen antiquarischer Uhren sowie ein Uhrenhandel. Anlässlich der Eröffnung wurde von der Liechtensteinische Post AG eine Sondermarke für das Uhrenmuseum Kurt Beck aufgelegt.

## Weblinks

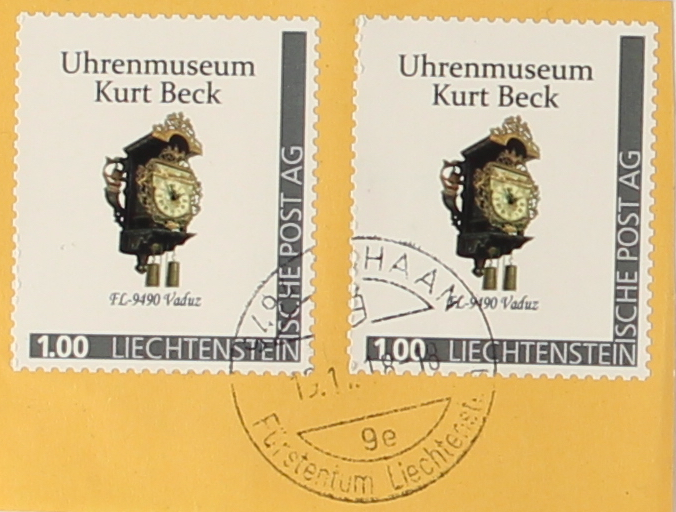
Sondermarke zur Eröffnung des Uhrenmuseums Kurt Beck.